# Aeroporto di Brasilia-Presidente Juscelino Kubitschek
L'Aeroporto Internazionale di Brasilia-Presidente Juscelino Kubitschek (IATA: BSB, ICAO: SBBR) è il terzo scalo aereo brasiliano, con oltre 15 milioni di passeggeri per anno, che serve la capitale del Brasile, Brasilia. È intitolato a Juscelino Kubitschek de Oliveira (1902-1976), Presidente del Brasile dal 1956 al 1961.

## Storia
Brasilia era solo allo stato di progetto quando nel 1956 il presidente Juscelino Kubitschek sbarcò per la prima volta al Central Plateau. L'aeroporto Vera Cruz, costruito nel 1955 dall'allora Vice Governatore di Goiás, Bernardo Sayão, su richiesta del presidente della sede della nuova capitale federale, Marechal José Pessoa, esisteva già. Il 2 ottobre 1955 l'aeroporto accolse la prima squadra di operai che avrebbe costruito la nuova capitale. Questa struttura si trovava dove oggi si trova il terminal integrato di autobus e treni di Brasilia. Aveva una pista sterrata di 2.700 metri  e un terminal passeggeri in una baracca improvvisata con pareti di pannocchia ricoperta di foglie di buriti. Questa struttura, tuttavia, era solo temporanea. Il trasferimento in un sito definitivo era già stato individuato come prioritario e i lavori di costruzione iniziarono il 6 novembre 1956. I lavori si protrassero per oltre sei mesi e richiesero lo sgombero di un'area di 1.334 milioni m2, 178.500 metri quadrati di terrapieno, 40.900 metri quadrati stabilizzati alla base, copertura di 73.500 metri quadrati, servizi topografici, posizionamento e livellamento. La pista era progettata per avere una lunghezza di 3.300 metri, ma inizialmente aveva solo 324 metri ed era larga 45 metri. Il terminal passeggeri è stato costruito in legno. Il 2 aprile 1957, l'aereo presidenziale atterrò per la prima volta sul sito e l'inaugurazione ufficiale ebbe luogo il 3 maggio 1957. Quell'anno, nello stesso luogo fu commissionata anche la base aeronautica di Brasilia.
Nel 1965, Oscar Niemeyer propose un progetto visionario per l'aeroporto di Brasilia per sostituire il terminal in legno: circolare, con pilastri esterni simili al Palácio da Alvorada e tunnel della metropolitana fino al piazzale satellite. Tuttavia, perse la concessione e, a causa del colpo di stato brasiliano del 1964, il governo militare scelse di realizzare il progetto di Tércio Fontana Pacheco, architetto del Ministero dell'aeronautica brasiliana. L'aeroporto è quindi uno dei pochi edifici importanti di Brasilia che non è imparentato con Niemeyer. Questo edificio è stato aperto nel 1971.
Nel 1990, l'aeroporto internazionale di Brasilia ha subito la sua prima grande ristrutturazione e ha iniziato ad acquisire la sua forma attuale con un corpo centrale e due satelliti inizialmente previsti, ma solo uno concluso, l'ala ovest. La ristrutturazione e relativo ampliamento è stata eseguita Camargo Côrrea seguendo un concetto architettonico dell'architetto Sérgio Roberto Parada, con conclusione tra il 2000 e il 2004. La prima fase prevedeva la costruzione di un viadotto di accesso al terminal passeggeri e copertura metallica inaugurato nel 1992 e il primo satellite circolare, inaugurato nel 1994, la cui forma ricorda un disco ovale. Nella seconda fase, il corpo principale del terminal passeggeri è stato riadattato per includere un centro commerciale e il satellite ha ricevuto nove passerelle d'imbarco. Nel 2005 è stata aperta una seconda pista.
Tra il 2012 e il 2014, il consorzio Inframerica, gestore dell'aeroporto, ha investito 1,2 miliardi di R$: rimodellando il terminal, aumentando il numero di jetway da 13 a 29 e da 40 a 70 postazioni aereo. Nell'aprile 2014 è stato aperto l'atrio sud, che serve i voli nazionali. Fino ad aprile 2014 il terminal era in grado di gestire 9 milioni di passeggeri all'anno, ma in realtà ne gestiva circa 14 milioni, con numeri in costante aumento fino al 2015, con un calo successivo.

## Statistiche
Questo grafico non è disponibile a causa di un problema tecnico.
Si prega di non rimuoverlo.
Vedi la query Wikidata di origine.